# エリーザベト・アマーリア・フォン・ヘッセン＝ダルムシュタット
エリーザベト・アマーリア・マグダレーネ・フォン・ヘッセン＝ダルムシュタット（Elisabeth Amalia Magdalene von Hessen-Darmstadt, 1635年3月20日 - 1709年8月4日）は、プファルツ選帝侯フィリップ・ヴィルヘルムの2番目の妃。

## 生涯
ヘッセン＝ダルムシュタット方伯ゲオルク2世とその妻でザクセン選帝侯ヨハン・ゲオルク1世の娘であるゾフィー・エレオノーレの間に生まれた。エリーザベト・アマーリアは母親によって厳格なルター派教育を受けた。エリーザベト・アマーリアは明るい金髪を持つ美しい女性で、この金髪は何人かの娘達にも受け継がれた。
1653年9月3日、エリーザベト・アマーリアはランゲンシュヴァルバッハ（現在のバート・シュヴァルバッハ）において、20歳年上のプファルツ＝ノイブルク公フィリップ・ヴィルヘルムと結婚した。フィリップ・ヴィルヘルムは1685年にプファルツ選帝侯となる。1653年11月1日、エリーザベトはケルン大司教マクシミリアン・ハインリヒ・フォン・バイエルンの立ち会いのもと、夫の宗旨であるローマ・カトリックに改宗した。
エリーザベトとフィリップ・ヴィルヘルムの37年にわたる結婚生活は非常に幸福なものだったと言われ、選帝侯夫妻は間に17人の子女をもうけた。夫妻は結婚当初はデュッセルドルフで暮らし、同市に教会や修道院を建設した。後に夫妻はノイブルク・アン・デア・ドナウに移り、エリーザベト・アマーリアは夫の死後20年の寡婦生活の後に亡くなった。

## 子女
エリーザベト・アマーリアは多産で、23回の妊娠を経験し、9男8女の17人の子女を出産した。
- エレオノーレ・マグダレーネ（1655年 - 1720年） - 1676年、神聖ローマ皇帝レオポルト1世と結婚
- マリア・アーデルハイト（1656年）
- ゾフィー・エリーザベト（1657年 - 1658年）
- ヨハン・ヴィルヘルム（1658年 - 1716年） - プファルツ選帝侯
- ヴォルフガング・ゲオルク・フリードリヒ（1659年 - 1683年） - ケルン補佐司教
- ルートヴィヒ・アントン（1660年 - 1694年） - ヴォルムス司教
- カール・フィリップ（1661年 - 1742年） - プファルツ選帝侯
- アレクサンダー・ジギスムント（1663年 - 1737年） - アウクスブルク司教
- フランツ・ルートヴィヒ（1664年 - 1732年） - トリーア大司教、マインツ大司教
- フリードリヒ・ヴィルヘルム（1665年 - 1689年）
- マリー・ゾフィー（1666年 - 1699年） - 1687年、ポルトガル王ペドロ2世と結婚
- マリア・アンナ（1667年 - 1740年） - 1690年、スペイン王カルロス2世と結婚
- フィリップ・ヴィルヘルム・アウグスト（1668年 - 1693年）
- ドロテア・ゾフィー（1670年 - 1648年） - 1690年にパルマ公世子オドアルド2世・ファルネーゼと結婚、1696年にパルマ公フランチェスコ・ファルネーゼと再婚
- ヘートヴィヒ・エリーザベト・アメーリア（1673年 - 1722年） - 1691年、ポーランド王子ヤクプ・ルドヴィク・ソビェスキと結婚
- ヨハン（1675年）
- レオポルディーネ・エレオノーレ（1679年 - 1693年） - バイエルン選帝侯マクシミリアン2世エマヌエルと婚約